# Amblyceps tuberculatum
Amblyceps tuberculatum е вид лъчеперка от семейство Amblycipitidae.

## Разпространение
Видът е разпространен в Индия (Манипур).

## Описание
На дължина достигат до 9,7 cm.